# Girdletree
Girdletree és una concentració de població designada pel cens dels Estats Units a l'estat de Maryland. Segons el cens del 2000 tenia 117 habitants.

## Demografia
Segons el cens del 2000, Girdletree tenia 117 habitants, 48 habitatges, i 32 famílies. La densitat de població era de 67,4 habitants/km².
Dels 48 habitatges en un 25% hi vivien nens de menys de 18 anys, en un 45,8% hi vivien parelles casades, en un 18,8% dones solteres, i en un 33,3% no eren unitats familiars. En el 22,9% dels habitatges hi vivien persones soles el 12,5% de les quals corresponia a persones de 65 anys o més que vivien soles. El nombre mitjà de persones vivint en cada habitatge era de 2,44 i el nombre mitjà de persones que vivien en cada família era de 2,97.
Per edats la població es repartia de la següent manera: un 26,5% tenia menys de 18 anys, un 7,7% entre 18 i 24, un 29,1% entre 25 i 44, un 21,4% de 45 a 60 i un 15,4% 65 anys o més.
L'edat mediana era de 38 anys. Per cada 100 dones de 18 o més anys hi havia 75,5 homes.
La renda mediana per habitatge era de 27.750 $ i la renda mediana per família de 27.321 $. Els homes tenien una renda mediana de 38.636 $ mentre que les dones 15.865 $. La renda per capita de la població era de 20.951 $. Entorn dl'11,8% de les famílies i l'11,8% de la població estaven per davall del llindar de pobresa.

## Poblacions més properes
El següent diagrama mostra les poblacions més properes.